# When Nelson Met Lisa
«When Nelson Met Lisa» (укр. «Коли Нельсон зустрів Лісу») — дев'ята серія тридцять четвертого сезону мультсеріалу «Сімпсони», прем'єра якої відбулась 27 листопада 2022 року у США на телеканалі «Fox».

## Сюжет
Коли молода Ліса Сімпсон відпрацьовує свою випускну промову на порожньому стадіоні, вона помічає Нельсона Мюнца, що штовхає тренажерне обладнання до комори. Вони двоє розповідають про своє спільне минуле та час, коли вони якось зустрічалися. Нельсон відвозить Лісу до свого будинку, дзвіниці церкви. Вони цілу ніч розмовляють одне з одним і спостерігають за сходом сонця наступного ранку. Пізніше того дня Ліса виступає з промовою, а Нельсон спостерігає за нею із дзвіниці. Коли Сімпсони залишають місто, Ліса уявляє, яким би було її життя з Нельсоном. Коли можливий розвиток подій їй не подобається, вона, не попрощавшись, залишає місто…
П'ять років по тому Ліса та її чоловік, однокласник Г'юберт Вонґ, їдуть у поїзді зі Спрінґфілда. Г'юберт став успішним технологічним підприємцем і став людиною року за версією «Time». Поки вони розмовляють один з одним, Джеремі (сина Гадюки) переслідує мисливиця за головами на ім'я Ротт. Коли Джеремі намагається втекти з поїзда, його зупиняє Нельсон. Нельсон і Ліса знову возз'єднуються, і Нельсон розповідає, що вони з Ротт перебувають у спільних стосунках. Г'юберт роздратований, дізнавшись, що Ліса в дитинстві любила Нельсона, а той знущався над ним. Потім дві пари розповідають історії своїх стосунків. Коли Ліса і Ротт виходять, Г'юберт принижує Нельсона кажучи, що його життя набагато краще, і він отримав Лісу, а Нельсон — ні. Нельсон не витримує і підвішує Вонга на гачок. Коли Ліса знаходить Г'юберта таким, то каже Нельсону, що він не змінився…
Ще за п'ять років Нельсон і Ліса знову зустрічаються в магазині телефонів, який належить Г'юберту. Нельсон з Ротт розлучилися так само, як і Ліса з Г'юбертом. Удвох вони йдуть на каву і готові знову дати шанс на стосунки. Однак, Г'юберт телепортується і просить Лісу пробачити його, тому що він змінився. Для вибачень він використовує дрони. Вагаючись вона запитує думки Нельсона, і той вирішує відпустити кохану. Ліса погоджується прийняти Г'юберта назад. Нельсону прикро через це рішення…
Через чотири місяці проходить весілля Джимбо Джонса і Софі Крастовскі. Вони паралельно просять Нельсона та Лісу стати свідками одне одного. Нельсон та Ліса погоджуються, але вже на весіллі дивуються зустрічі одне одного. Під час весілля Нельсон засмучується і втікає, оскільки він бачить кохання Джимбо та Софі як кохання, яке він міг мати з Лісою. Ліса вирушає за Нельсоном і каже йому, що хоче бути з ним, і вони цілуються.

## Виробництво
Серія вийшла о 20:30 замість звичного слоту 20:00.

## Культурні відсилання та цікаві факти
- Назва і сюжет серії — відсилання до фільму 1989 року «Коли Гаррі зустрів Саллі»[2].
- Під час спогадів Ліси показано кадри із серії 8 сезону «Lisa's Date with Density»[2].
- Коли Ліса і Нельсон знаходяться у віртуальній симуляції звучить пісня «It Had to Be You» Біллі Голідей[3].

## Ставлення критиків і глядачів
Під час прем'єри серію переглянули 1,53 млн осіб, з рейтингом 0.5, що зробило її другим найпопулярнішим шоу на каналі «Fox» тієї ночі, після серіалу «Ласкаво просимо до Флетча» (англ. «Welcome to Flatch») о 20:00.
Тоні Сокол з «Den of Geek» дав серії три з половиною з п'яти зірок, похваливши за данину фільмові «Коли Гаррі зустрів Саллі»: «Це не сатира чи пародія, а повністю переосмислений погляд з іншої точки зору».
Метью Свінґовскі із сайту «Bubbleblabber» оцінив серію на 7/10, сказавши:
|  | Серія була серйозним завданням із пристойною кількістю сміху та кількома зворушливими моментами, розсипаними по всій серії. Це не найкраща чи найоригінальніша історія кохання, але вона відображає суть чарівності «Сімпсонів». Епізод продемонстрував настільки реальний людський елемент, на який міг сподіватися наш улюблений чотирипалий. Були випадкові непорозуміння, незручні стосунки та безвідповідальна буфонада — усе це характерно для двох людей, які шукають кохання не в тих місцях. Незважаючи на те, що сценарій у серії був не ідеальним, він був чітким, і було достатньо пристойного сміху, щоб зберегти легкість і гумор. Це був епізод вище середнього, який не отримає жодної нагороди, але винагородить шанувальників за їхнє терпіння. |

Згідно з голосуванням на сайті The NoHomers Club більшість фанатів оцінили серію на 1/5 із середньою оцінкою 2,15/5.